# Monastère de Kumbum
Pour les articles homonymes, voir Kumbum (homonymie).
Le monastère de Kumbum, ou monastère de Jampa ling (tibétain སྐུ་འབུམ་བྱམས་པ་གླིང, Wylie : sku-'bum byams-pa gling, chinois : 塔尔寺 ; pinyin : tǎ'ěr sì), ou encore monastère de Ta'er, est l'un des grands monastères de l'école gelugpa du bouddhisme tibétain. Certains réincarnés de la lignée des Taktser Rinpoché, dont Lobsang Tsultrim Jigme Gyatso (1856-1919) et Thupten Jigme Norbu (1922-2008) comptèrent parmi les abbés du monastère. Il comporte un kumbum, ou chörten de grande taille en forme de bâtiment. C'est sur le site du futur monastère qu'est né Tsongkhapa, le fondateur de l'école gelugpa, à laquelle appartient le dalaï-lama. Une fête en l'honneur de Tsongkhapa a lieu du 20 au 26 du 9e mois.

## Situation

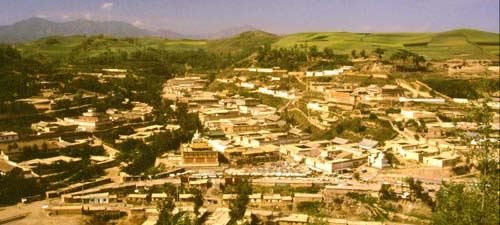
Panorama du monastère de Kumbum, et de son chorten en avant-plan

Le monastère, créé en 1560, se trouve dans la province du Qinghai (Amdo), au bourg de Losar ou Lushaer (鲁沙尔镇, lǔshāěr), dans le xian de Huangzhong, à 25 km au sud-ouest du centre urbain de la ville-préfecture de Xining, la capitale provinciale. Il est facilement accessible depuis Xining.

## Histoire

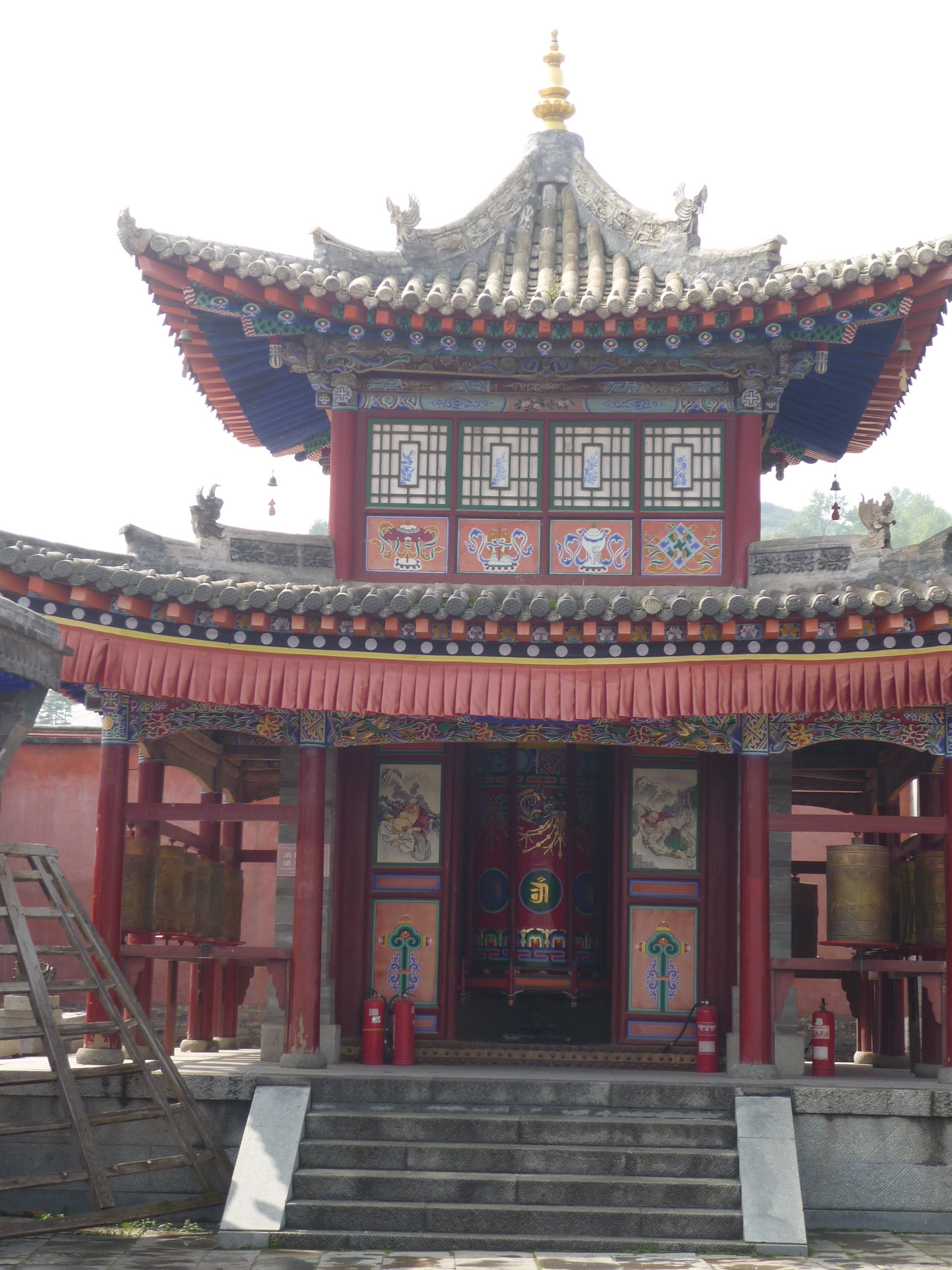
Bâtiment de style chinois mêlant symboles bouddhistes, peinture chinoise et écriture népalaise

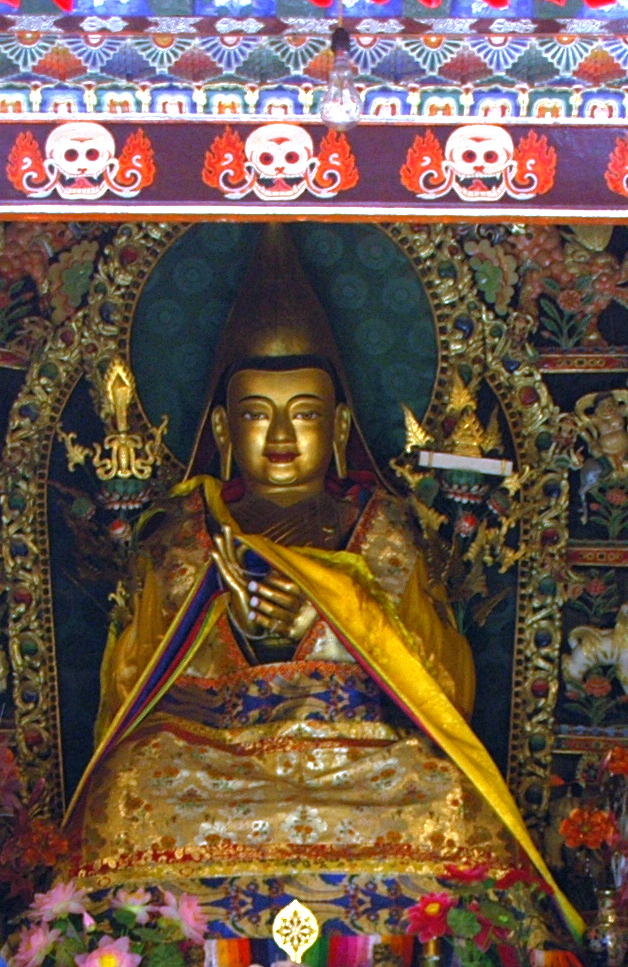
Statue de Tsongkhapa au monastère de Kumbum

Pour certains, le monastère est situé dans la région culturelle tibétaine de l'Amdo,.

### Fondation
Tsongkhapa (1357 — 1419), le fondateur de l'école Gelugpa (dont sont issus les dalaï-lamas), est né, sous l'Empire mongol de la Dynastie Yuan (1234–1368), à l'endroit même où fut construit ensuite le « Grand Pavillon à toit d'or ».[réf. nécessaire] Le premier temple fut construit en l'honneur de Tsongkhapa en 1560 par Sonam Gyatso (auquel Altan Khan donna plus tard le titre de IIIe dalaï-lama le 15 mai 1578) vers la même époque que le monastère de Litang. Selon la tradition, à cet endroit même, un arbre de santal blanc a poussé du sang tombé à terre lors de l'accouchement, qui se déroulait à même la terre battue.
Par son pouvoir, Tsongkapa aurait marqué par la suite les 100 000 feuilles de cet arbre d'images des déités tibétaines, et ses branches et son écorce d'autres empreintes et des « Six Écritures » (c'est-à-dire les six syllabes de om mani padme hum). Alexandra David Néel donne la raison du nom du monastère : l'expression tibétaine kumbum (translittération Wylie : Sku 'bum) signifie « cent mille images saintes ».

### Séjour du père Évariste Huc (1845)
Le père Évariste Huc, accompagné du père Gabet, lui aussi missionnaire lazariste, a séjourné à Kumbum, en 1845, pendant trois mois. Il évoque longuement ce séjour dans ses souvenirs. Il a pu voir l'arbre aux 100 000 images qui était encore vivant à cette date et il en a observé les feuilles, chacune marquée d'un caractère tibétain très bien formé, sans pouvoir s'expliquer ce phénomène. Il a pu assister à la fête des Fleurs, ou des tormas, qui se célébrait le 15 de la première lune. Celle qu'il décrit fut particulièrement somptueuse. Il a pu voir de près, à cette occasion, le grand lama de Kumbum dont le costume, nous dit-il, ressemblait étrangement à celui d'un évêque catholique, avec mitre, crosse et chape sur les épaules. À cette époque le monastère de Kumbum était habité par quelque quatre mille moines.

### Séjour d'Alexandra David-Néel (1918-1921)
Sous la République de Chine, Alexandra David-Néel séjourna à Kumbum de juillet 1918 à février 1921, accomplissant ainsi un souhait qu'elle entretenait depuis son séjour au Japon. Elle en rapporta de nombreuses photographies, qui illustrent l'aspect du monastère ainsi que les vêtements des habitants de la région à cette époque.
Le monastère, groupant des bâtiments de style chinois, d'aspect cossu, comptait alors, dit-elle, 3 800 lamas, vivant dans un silence complet, troublé seulement « par le bruit des longues trompettes tibétaines appelant aux exercices religieux et de lointaines harmonies de musique sacrée ».
Elle eut l'occasion d'y assister à la grande fête annuelle, la fête des tormas de beurre, au cours de laquelle étaient exposées « quantité de statues en beurre colorié exquisément modelées et entourées d'une profusion d'ornements, tous en beurre ». Elle avoua préférer la fête des tormas de Kumbum à celle de Lhassa, pourtant célèbre dans tout le Tibet.

Elle put, pendant son séjour, voir la foule bigarrée, comprenant des éléments appartenant aux races diverses qui se côtoyaient dans la région, Tibétains, Chinois, mais aussi populations d'Asie centrale enturbannées. Elle fit d'ailleurs quelques commentaires sur les tenues féminines qu'elle croisait, notant par exemple, lors d'une des foires de la région, « les chapeaux pointus des femmes appartenant à une tribu métisse de Chinois et de Tibétains », ou encore les vêtements de parade des femmes des environs de Kumbum, au sujet desquels elle disait : 

« Le beau sexe des environs de Kumbum arbore des harnachements qui conviendraient mieux à un cheval qu'à un être humain. Réellement, les dames endimanchées sont engoncées dans une sorte de pesant harnais en cuir recouvert de drap surchargé d'ornements qui leur enserrent le cou, tourne autour de la taille et descend jusqu'aux talons. »

Alexandra David-Néel n'est qu'un des hôtes occidentaux de ce monastère qui occupe une place considérable dans la mémoire occidentale concernant le monde tibétain. D'autres noms connus sont également liés au monastère de Kumbum : Evariste Huc, Ella Maillart, Paul Pelliot. Nombre d'anonymes y ont passé à un moment de leur approche du Tibet par la route du Septentrion. De nos jours, ce monastère sert de haut-lieu touristique de la culture tibétaine.
Sous la République populaire de Chine, le monastère fut fermé un certain temps avant d'être rouvert en 1979. Si ses bâtiments furent protégés pendant la révolution culturelle, il n'hébergeait plus que 400 moines, en comparaison des 3 000 avant cette période. Son abbé, Arjia Rinpoché, s'est enfui en 1998 pour rechercher l'asile politique aux États-Unis.
D'importants travaux de restauration ont été entrepris à la suite du tremblement de terre de 1990.

## Description
Les principaux bâtiments du monastère sont :
- le Chörten, de 13 mètres de haut, qui en marque l'entrée ;
- le Petit Pavillon à toit d'or, très étrange du fait des animaux empaillés que l'on voit apparaître à l'étage supérieur ; cerfs, yaks ou chèvres, drapés dans des écharpes de cérémonie, contemplent le visiteur de leur regard vide. Ils ont été tués et empaillés avant d'être placés à la balustrade de la galerie supérieure, car « ils étaient des démons[6] » ;
- le Temple de la Longévité, datant de 1717, dédié à Kelzang Gyatso, le 7e dalai-lama. On y voit en entrant une pierre curieuse, où se reposait la mère de Tsongkhapa quand elle allait chercher de l'eau[6] ;
- la Grande Cuisine ;
- le Grand Pavillon de la méditation, où pouvaient se réunir jusqu'à 2 000 moines pour chanter des soutras. Ce pavillon abrite une très grande salle de prière à colonnades où se réunissent aujourd'hui les 700 moines du monastère ; les colonnes sont ornées de tapis, enroulés autour d'elles. Des niches vitrées abritent 500 statuettes de Tsongkapa ; on voit également une statue de Tsongkapa, à l'âge de 7 ans, grandeur nature. Toute la salle de prière est décorée de thangkas, les plus anciennes étant ornées de perles noires qui figurent les yeux des personnages ;
- le Grand Pavillon à toit d'or, également appelé Grand Temple des tuiles d'or, car son toit est recouvert de 350 kg d'or. Il fut construit à l'endroit même où naquit Tsongkhapa, en 1357. À l'intérieur se trouve un énorme chorten revêtu de 1 500 kg d'argent, à l'intérieur duquel se trouverait encore aujourd'hui les restes de l'arbre aux 100 000 feuilles, qui poussa à cet endroit lors de la naissance de Tsongkapa[6] ;
- le Pavillon de Maitreya, le Bouddha du futur ; construit en 1577, c'est aujourd'hui le plus vieux bâtiment du monastère de Kumbum[6] ;
- le Pavillon des neuf salles ;
- le Pavillon des sculptures de beurre, où on voit de délicates sculptures en beurre de yak ; les moines édifient ces étonnantes sculptures pendant le mois le plus froid ; elles représentent par exemple des personnages de grande taille, tenant de délicates fleurs de beurre dans leurs fins doigts de beurre[13] ;
- le Pavillon de Dafanzhang, tout en haut du monastère, après une volée de marche.

Enfin, tout autour du site, sur une distance de 5 kilomètres, serpente sur les collines environnantes un chemin de prière, orné tout du long de drapeaux de prière ; les pèlerins le parcourent selon l'antique rite tibétain consistant à se prosterner à plat ventre à chaque pas ; le chemin de prière est donc long à effectuer. De nombreux fidèles viennent d'ailleurs passer quelque temps au monastère et y accomplir 100 000 prosternations avant de repartir chez eux, ce qui nécessite en moyenne un séjour de trois mois à un an, selon l'âge de la personne.

## Protection
Le monastère est classé dans la liste des sites historiques et culturels majeurs protégés au niveau national, pour la province du Qinghai depuis 1961, sous le numéro de catalogue, 1-111.